# 吳濤 (1912年)
吴涛（1912年—1983年11月4日），原名吴文启，男，蒙古族，奉天省盛京（今辽宁省沈阳市）人，中国人民解放军开国少将，中共第九、十届中央委员会委员。

## 生平
1935年，吴涛毕业于中国大学政法系。同年参加了一二·九运动。1935年加入中国共产党。1937年抗日战争全面爆发前，历任中共绥西垦区工委组织部部长、宣传部部长。
1937年抗日战争全面爆发后，吴涛历任绥西垦区抗日先锋队中队长、总队组织科科长、参谋长，冀热察挺进军抗联支队政治部副主任，晋察冀军区10团政治处主任、政委兼中共中心县委书记，晋察冀军区平北军分区政治部副主任、主任、副政委，冀察热辽军区热西支队政委。参加过百团大战。1939年冬，吴涛出任晋察冀军区冀热察挺进军35团政治处主任。1940年4月，出任八路军129师暨鲁西军区（由343旅兼）第1军分区（太西军分区）政治部副主任。1940年10月，出任晋察冀军区冀热察挺进军平北军分区10团政治处主任。1941年12月，出任10团政委。1942年9月，10团改隶晋察冀军区第12军分区，吴涛继续任政委。1945年2月，吴涛出任晋察冀军区冀察军区第12军分区（辖10团、40团）政治部主任。1945年9月，继续任晋察冀军区冀察军区第12军分区（辖10团、40团，新6团、新7团）政治部主任。
第二次国共内战时期，吴涛历任晋察冀野战军8旅政委、佳木斯卫戍司令部政委、东北民主联军炮兵纵队政治部副主任。1948年1月，东北民主联军炮兵司令部更名为东北人民解放军炮兵司令部。1948年8月15日，以炮兵司令部前方临时指挥机构以及炮兵部队组成了炮兵纵队。吴涛历任炮兵纵队政治部副主任、主任。参加辽沈战役。1948年12月，东北人民解放军炮兵司令部和炮兵纵队合编成中国人民解放军东北野战军特种兵司令部，吴涛任政治部副主任。1949年4月，中国人民解放军东北野战军特种兵司令部改编成中国人民解放军第四野战军特种兵司令部，吴涛继续任政治部副主任。
中华人民共和国成立后，吴涛历任中国人民解放军第四野战军炮兵政治部主任、中央军委直属政治部主任、中国人民解放军总参谋部政治部主任。1959年，调任内蒙古军区副政委。1971年5月19日，内蒙古自治区党委召开三届一次会议，吴涛当选为自治区党委书记（排名第二，第一书记尤太忠）。1972年，任北京军区副政委兼内蒙古军区第一政委。1978年退出政坛。
1955年，吴涛获授少将军衔（副军级、军直）。获二级独立自由勋章、一级解放勋章。吴涛是第四届全国人民代表大会代表，中国共产党第九、十届中央委员会委员。 
1983年11月4日，吴涛在北京病逝，享年71岁。